# Michaił Botwinow
Michaił Wiktorowicz Botwinow (ros. Михаил Викторович Ботвинов, ur. 17 listopada 1967 r. w Lidince) – biegacz narciarski reprezentujący kolejno ZSRR, Rosję i Austrię, dwukrotny medalista olimpijski i trzykrotny medalista mistrzostw świata.

## Kariera
Starty w Pucharze Świata rozpoczął w sezonie 1989/1990 jako reprezentant Związku Radzieckiego. W tych barwach wystąpił na mistrzostwach świata w Val di Fiemme w 1991 r., gdzie był 8 w biegu na 30 km techniką klasyczną. W 1992 r. w barwach Wspólnoty Niepodległych Państw wziął udział w igrzyskach olimpijskich w Albertville. Najlepszym indywidualnym wynikiem Botwinowa na tych igrzyskach było 11. miejsce w biegu na 10 km stylem klasycznym.
Po upadku ZSRR Botwinow reprezentował Rosję. W nowych barwach wystąpił na mistrzostwach świata w Falun, gdzie zdobył brązowy medal w sztafecie 4x10 km, a następnie na igrzyskach olimpijskich w Lillehammer, gdzie zajął 4. miejsce w biegach na 10 i 30 km techniką klasyczną. Ostatnią imprezą, na której reprezentował Rosję były mistrzostwa świata w Thunder Bay w 1995 r. Botwinow najlepiej spisał się w biegu na 10 km stylem klasycznym w którym zajął 10. miejsce.
W 1996 r. zdecydował się reprezentować Austrię, przez co nie mógł startować w sezonie 1996/1997, mistrzostwach świata w Trondheim jak i na igrzyskach w Nagano w 1998 r. Ponowne starty zaczął w sezonie 1997/1998. Podczas mistrzostw świata w Ramsau w 1999 r. Botwinow zdobył wraz z Markusem Gandlerem, Aloisem Stadloberem i Christianem Hoffmannem złoty medal w sztafecie 4x10 km oraz brązowy w biegu na 50 km techniką klasyczną. Na mistrzostwach świata w Lahti i mistrzostwach świata w Val di Fiemme w 2003 r. zajmował poza pierwszą dziesiątką. Zdobył za to srebrny medal w biegu na 30 km stylem dowolnym podczas igrzysk w Salt Lake City, przegrywając jedynie z kolegą z reprezentacji - Christianem Hoffmannem. Na mistrzostwach świata w Oberstdorfie zajął 5. miejsce w biegu łączonym na 30 km oraz w biegu na 50 km technika klasyczną, a w sztafecie był piąty. Swój ostatni medal w karierze Botwinow wywalczył na igrzyskach olimpijskich w Turynie zajmując trzecie miejsce w biegu na 50 km techniką dowolną. Wystąpił ponadto na mistrzostwach świata w Sapporo. Nie były to dla niego udane mistrzostwa, bowiem w biegu na 15 km techniką dowolną, do którego został zgłoszony ostatecznie nie wystartował, a biegu na 50 km techniką klasyczną nie ukończył.
Najlepsze wyniki w Pucharze Świata osiągnął w sezonie 1998/1999, kiedy to zajął drugie miejsce w klasyfikacji generalnej, a w klasyfikacji długodystansowej zdobył małą kryształową kulę. W sezonie 1999/2000 był trzeci w klasyfikacji dystansowej. W 1997 r. wygrał Bieg Wazów – najstarszy, najdłuższy i największy bieg narciarski na świecie.

## Osiągnięcia

### Igrzyska olimpijskie
| Miejsce | Dzień     | Rok  | Miejscowość    | Konkurencja             | Czas biegu | Strata   | Zwycięzca                   |
| ------- | --------- | ---- | -------------- | ----------------------- | ---------- | -------- | --------------------------- |
| 12.     | 10 lutego | 1992 | Albertville    | 30 km stylem klasycznym | 1:22:27,8  | +3:09,1  | Vegard Ulvang               |
| 11.     | 10 lutego | 1992 | Albertville    | 10 km stylem klasycznym | 27:36,0    | +1:19,8  | Vegard Ulvang               |
| 15.     | 15 lutego | 1992 | Albertville    | Bieg pościgowy na 25 km | 1:05:37,9  | +3:05,2  | Bjørn Dæhlie                |
| 5.      | 18 lutego | 1992 | Albertville    | Sztafeta 4 × 10 km      | 1:39:26,0  | +3:37,6  | Norwegia                    |
| 28.     | 22 lutego | 1992 | Albertville    | 50 km stylem dowolnym   | 27:36,0    | +10:39,3 | Vegard Ulvang               |
| 4.      | 14 lutego | 1994 | Lillehammer    | 30 km stylem dowolnym   | 1:12:26,4  | +2:16,9  | Thomas Alsgaard             |
| 4.      | 17 lutego | 1994 | Lillehammer    | 10 km stylem klasycznym | 24:20,1    | +38,8    | Bjørn Dæhlie                |
| 5.      | 19 lutego | 1994 | Lillehammer    | Bieg pościgowy na 25 km | 1:00:08,8  | +1:49,0  | Bjørn Dæhlie                |
| 5.      | 22 lutego | 1994 | Lillehammer    | Sztafeta 4 × 10 km      | 1:41:15,0  | +3:14,2  | Norwegia                    |
| 9.      | 27 lutego | 1994 | Lillehammer    | 50 km stylem klasycznym | 2:07:20,3  | +2:57,6  | Władimir Smirnow            |
| 2.      | 9 lutego  | 2002 | Salt Lake City | 30 km stylem dowolnym   | 1:11:31,0  | +1,3     | Christian Hoffmann          |
| 9.      | 14 lutego | 2002 | Salt Lake City | 2 × 10 km łączony       | 49:48,9    | +28,3    | Thomas Alsgaard Frode Estil |
| 4.      | 17 lutego | 2002 | Salt Lake City | Sztafeta 4 × 10 km      | 1:32:45,5  | +1:19,4  | Norwegia                    |
| 5.      | 23 lutego | 2002 | Salt Lake City | 50 km stylem klasycznym | 2:06:20,8  | +3:00,9  | Michaił Iwanow              |
| 7.      | 12 lutego | 2006 | Turyn          | 2 × 15 km łączony       | 1:17:00,8  | +7,7     | Jewgienij Diemientjew       |
| 3.      | 26 lutego | 2006 | Turyn          | 50 km stylem dowolnym   | 2:06:11,8  | +0,9     | Giorgio Di Centa            |

### Mistrzostwa Świata
| Miejsce | Dzień     | Rok  | Miejscowość   | Konkurencja             | Czas biegu | Strata  | Zwycięzca           |
| ------- | --------- | ---- | ------------- | ----------------------- | ---------- | ------- | ------------------- |
| 8.      | 7 lutego  | 1991 | Val di Fiemme | 30 km stylem klasycznym | 1:16:12,4  | +1:55,2 | Gunde Svan          |
| 40.     | 20 lutego | 1993 | Falun         | 30 km stylem klasycznym | 1:17:33,6  | +5:52,7 | Bjørn Dæhlie        |
| 3.      | 26 lutego | 1993 | Falun         | Sztafeta 4 × 10 km      | 1:44:14,9  | +12,3   | Norwegia            |
| 8.      | 28 lutego | 1993 | Falun         | 50 km stylem dowolnym   | 2:03:36,8  | +3:28,5 | Torgny Mogren       |
| 10.     | 11 marca  | 1995 | Thunder Bay   | 10 km stylem klasycznym | 24:52,3    | +1:12,3 | Władimir Smirnow    |
| 35.     | 13 marca  | 1995 | Thunder Bay   | 10 km + 15 km           | 1:06:19,5  | +3:29,5 | Władimir Smirnow    |
| 11.     | 17 marca  | 1995 | Thunder Bay   | Sztafeta 4 × 10 km      | 1:34:27,1  | +2:58,1 | Norwegia            |
| 29.     | 19 marca  | 1995 | Thunder Bay   | 50 km stylem dowolnym   | 1:56:36,0  | +7:44,9 | Silvio Fauner       |
| 18.     | 19 lutego | 1999 | Ramsau        | 30 km stylem dowolnym   | 1:15:26,2  | +4:00,5 | Mika Myllylä        |
| 21.     | 22 lutego | 1999 | Ramsau        | 10 km stylem klasycznym | 24:19,2    | +1:12,8 | Mika Myllylä        |
| 1.      | 26 lutego | 1999 | Ramsau        | Sztafeta 4 × 10 km      | 1:35:07,5  | -       | -                   |
| 3.      | 28 lutego | 1999 | Ramsau        | 50 km stylem klasycznym | 2:18:08,7  | +1:41,5 | Mika Myllylä        |
| 28.     | 15 lutego | 2001 | Lahti         | 15 km stylem klasycznym | 39:26,0    | +2:39,6 | Per Elofsson        |
| 13.     | 19 lutego | 2001 | Lahti         | 30 km stylem klasycznym | 1:14:17,9  | +2:19,3 | Andrus Veerpalu     |
| 5.      | 22 lutego | 2001 | Lahti         | Sztafeta 4 × 10 km      | 1:36:42,5  | +1:33,8 | Norwegia            |
| 12.     | 19 lutego | 2003 | Val di Fiemme | 30 km stylem klasycznym | 1:12:29,3  | +28,0   | Thomas Alsgaard     |
| 13.     | 21 lutego | 2003 | Val di Fiemme | 15 km stylem klasycznym | 35:47,5    | +52,7   | Axel Teichmann      |
| 13.     | 1 marca   | 2003 | Val di Fiemme | 50 km stylem dowolnym   | 1:54:25,3  | +2:56,7 | Martin Koukal       |
| 8.      | 20 lutego | 2005 | Oberstdorf    | 2 × 15 km łączony       | 1:19:20,5  | +20,0   | Vincent Vittoz      |
| 5.      | 24 lutego | 2005 | Oberstdorf    | Sztafeta 4 × 10 km      | 1:39:04,4  | +1:36,5 | Norwegia            |
| 8.      | 27 lutego | 2005 | Oberstdorf    | 50 km stylem klasycznym | 2:30:10,1  | +8,8    | Frode Estil         |
| DNS     | 24 lutego | 2007 | Sapporo       | 15 km stylem dowolnym   | 35:50,0    | -       | Lars Berger         |
| DNF     | 4 marca   | 2007 | Sapporo       | 50 km stylem klasycznym | 2:20:12,6  | -       | Odd-Bjørn Hjelmeset |

### Puchar Świata

#### Miejsca w klasyfikacji generalnej
- sezon 1989/1990: 30.
- sezon 1990/1991: 18.
- sezon 1991/1992: 7.
- sezon 1992/1993: 6.
- sezon 1993/1994: 16.
- sezon 1994/1995: 10.
- sezon 1995/1996: 7.
- sezon 1997/1998: 4.
- sezon 1998/1999: 2.
- sezon 1999/2000: 9.
- sezon 2000/2001: 10.
- sezon 2001/2002: 53.
- sezon 2002/2003: 61.
- sezon 2003/2004: 37.
- sezon 2004/2005: 52.
- sezon 2005/2006: 64.
- sezon 2006/2007: 108.

#### Miejsca na podium
| Nr  | Dzień       | Rok  | Miejscowość      | Konkurencja             | Czas biegu  | Pozycja | Strata      | Zwycięzca           |
| --- | ----------- | ---- | ---------------- | ----------------------- | ----------- | ------- | ----------- | ------------------- |
| 1.  | 14 marca    | 1992 | Vang             | 50 km stylem klasycznym | 2:13:28.7 h | 2       | +29.4 s     | Vegard Ulvang       |
| 2.  | 18 grudnia  | 1992 | Val di Fiemme    | 30 km stylem dowolnym   | 1:13:38.5 h | 2       | +51.5 s     | Władimir Smirnow    |
| 3.  | 3 stycznia  | 1993 | Kawgołowo        | 30 km stylem klasycznym | 1:24:39.4 h | 2       | +50.2 s     | Bjørn Dæhlie        |
| 4.  | 11 lutego   | 1995 | Oslo             | 50 km stylem klasycznym | 2:09:53.8 h | 3       | +3:24.4 min | Władimir Smirnow    |
| 5.  | 14 grudnia  | 1997 | Val di Fiemme    | 15 km stylem dowolnym   | 1:00:53.3 h | 3       | +12.0 s     | Bjørn Dæhlie        |
| 6.  | 10 stycznia | 1998 | Ramsau           | 30 km stylem dowolnym   | 1:06:45.2 h | 3       | +42.0 s     | Thomas Alsgaard     |
| 7.  | 11 marca    | 1998 | Falun            | 10 km stylem dowolnym   | 24:20.0 min | 2       | +2.8 s      | Thomas Alsgaard     |
| 8.  | 12 grudnia  | 1998 | Dobbiaco         | 10 km stylem dowolnym   | 22:50.7 min | 2       | +15.4 s     | Bjørn Dæhlie        |
| 9.  | 19 grudnia  | 1998 | Davos            | 30 km stylem klasycznym | 1:14:49.2 h | 3       | +1:25.8 min | Bjørn Dæhlie        |
| 10. | 12 stycznia | 1999 | Nové Město       | 30 km stylem dowolnym   | 1:19:10.5 h | 1       | -           | -                   |
| 11. | 14 lutego   | 1999 | Seefeld in Tirol | 10 km stylem dowolnym   | 26:08.5 min | 2       | +7.0 s      | Mika Myllylä        |
| 12. | 28 lutego   | 1999 | Ramsau           | 50 km stylem klasycznym | -           | 3       | -           | Mika Myllylä        |
| 13. | 13 marca    | 1999 | Falun            | 30 km stylem klasycznym | 1:17:03.6 h | 2       | +5.9 s      | Anders Bergström    |
| 14. | 20 marca    | 1999 | Oslo             | 50 km stylem klasycznym | 1:55:29.4 h | 1       | -           | -                   |
| 15. | 5 lutego    | 2000 | Lillehammer      | 20 km łączony           | 49:48.2 min | 3       | +15.6 s     | Jari Isometsä       |
| 16. | 11 marca    | 2000 | Oslo             | 50 km stylem klasycznym | 2:02:50.5 h | 3       | +1:05.8 min | Harri Kirvesniemi   |
| 16. | 13 stycznia | 2001 | Soldier Hollow   | 15 km stylem klasycznym | 41:54.7 min | 2       | +1:01.2 min | Johann Mühlegg      |
| 17. | 4 marca     | 2001 | Kawgołowo        | 15 km stylem dowolnym   | 37:16.6 min | 2       | +24.0 s     | Per Elofsson        |
| 18. | 25 marca    | 2001 | Kuopio           | 60 km stylem dowolnym   | 2:33:51.9 h | 3       | +6.6 s      | Siergiej Dolidowicz |

### FIS Marathon Cup

#### Miejsca w klasyfikacji generalnej
- sezon 1999/2000: ?
- sezon 2001/2002: 25.
- sezon 2003/2004: 7.
- sezon 2005/2006: 12.

#### Miejsca na podium
| Nr | Dzień       | Rok  | Zawody              | Dystans                 | Czas biegu  | Strata  | Pozycja | Zwycięzca       |
| -- | ----------- | ---- | ------------------- | ----------------------- | ----------- | ------- | ------- | --------------- |
| 1. | 14 grudnia  | 2003 | La Sgambeda         | 42 km stylem dowolnym   | 1:31:13,9 h | +30,3 s | 2.      | Roberto De Zolt |
| 2. | 11 stycznia | 2004 | Jizerská Padesátka  | 50 km stylem klasycznym | 2:11:26,0 h | +23,0 s | 3.      | Oskar Svärd     |
| 3. | 12 marca    | 2006 | Engadin Skimarathon | 42 km stylem dowolnym   | 1:55:51,1 h | -       | 1.      | -               |